# Willie Hortencio Barbosa
Willie Hortencio Barbosa, meglio noto come Willie (Caravelas, 15 maggio 1993), è un calciatore brasiliano, attaccante dello Jiangxi Lushan.

## Carriera

### Servette
Durante l'estate 2017 firma per il Servette. In occasione della prima giornata di campionato contro il Chiasso, fa il suo esordio ufficiale con la squadra ginevrina subentrando a Matias Vitkieviez durante il secondo tempo. Segna la sua prima rete il 21 agosto in occasione della gara esterna contro il Winterthur.

## Palmarès

### Club

#### Competizioni nazionali
- Football League: 1

Apollōn Smyrnīs: 2016-2017

#### Competizioni statali
- Campionato Baiano: 1

Vitória: 2013